# Komunikátor (psychologie)
Komunikátor je subjekt, který vysílá určitou zprávu. Může to být osoba, kolektiv osob nebo instituce. Komunikátor svým způsobem zkresluje informace, nemusí být vždy plně informovaný, jeho způsob sdělování se může jevit jako tendenční nebo chaotický, někdy si může domýšlet neúplné informace, může podlehnout funkčnímu postavení. Do svého sdělení vždy promítá svou osobnost, osobní zaujetí, chce být vyslechnut, chce být pochopen, chce být přijat, chce změnit chování jiných. Svou roli hrají zkušenosti, náladovost a postoje. V komuniké se objevují nejen myšlenky, záměry a fakta, ale také fráze, klišé, naučená a formální slova, také emoce a obavy, takže subjekt přijímající zprávu musí vnímat i to, co komunikátor neříká.